# Serra de la Grava
La Serra de la Grava és una serra situada al municipi de Llardecans a la comarca del Segrià, amb una elevació màxima de 420,4 metres.